# Jäts församling
Jäts församling var en församling i Östra Torsås pastorat och Östra Värends kontrakt i Växjö stift och i Växjö kommun, Kronobergs län. Församlingen uppgick 2014 i Ingelstads församling.
Församlingskyrkor var Jäts gamla kyrka och Jäts nya kyrka.

## Administrativ historik
Församlingen har medeltida ursprung.
Församlingen var till 1962 annexförsamling i pastoratet Kalvsvik och Jät, därpå annexförsamling i pastoratet Väckelsång, Uråsa och Jät. Från 1992 till 2014 bildade församlingen pastorat med Östra Torsås, Uråsa och Nöbbele församlingar, vilka 1995 bildade Östra Torsås kyrkliga samfällighet. Församlingen uppgick 2014 i Ingelstads församling.